# 新加坡国家传染病中心
国家传染病中心（英語：National Centre for Infectious Diseases，简称NCID），前称传染病中心，是新加坡卫生部下辖部门，地址位于新加坡诺维娜陳篤生醫院旁。该设施用于隔离高传染性疾病患者及控制传染病疫情，此前曾在2003年SARS疫情期间隔离严重传染性疾病患者。2018年12月13日，传染病中心停止运营，所有职能转移到国家传染病中心。
现任执行主任为梁玉心教授。

## 历史
1907年首次开放为隔离营，原稱「米德尔顿医院」（Middleton Hospital）。1985年成为陳篤生醫院分部，更名为传染病中心（Communicable Disease Centre），由国家医疗保健集团管理。1995年4月1日转归陈笃生医院管理。
2003年3月，传染病中心成为新加坡SARS疫情的中心点。由于完全隔绝的房间数目有限，医院已有艾滋病患者需要转院到其他病房，同时皮肤病患者全部出院，将病房留作隔离SARS病人。随着疫情不断发展，陈笃生医院于2003年3月22日成为SARS患者集中收治医院。
2003年8月13日，临近传染病中心的陈笃生医院地段全部翻新，改建为收留病房和传染病中心二区。该地段原计划用作仁慈医院翻修计划，但因SARS疫情搁置。
2018年12月13日，原傳染病中心關閉，改迁移到陈笃生医院主楼对面的国家传染病中心。中心于2019年5月开始运营，设有330张床位，用来控制规模类似SARS的疫情。9月7日正式运营，采用最先进技术，可以追踪楼内病人，防止疫情扩散。此外，该建筑是新加坡第一个高级别隔离单位，用于应对埃博拉病毒等高传染性甚至致命的疾病。
现为集中收治COVID-19患者的隔离医院。